# Bard
Els bards, en la història antiga d'Europa, eren les persones encarregades de transmetre les històries, les llegendes i els poemes de forma oral a més de cantar la història dels seus pobles en llargs poemes.
La seva feina era normalment ambulant, explicant les seves històries a públics ben diversos, amb l'objectiu que no es perdessin; eren autèntics magatzems d'història comunitaria, transmissors de notícies, missatgers i fins i tot ambaixadors entre diferents pobles.
La paraula bard prové de les llengües celtes (i del protocelta *bardos), i específicament, de com es parlava entre els celtes d'Irlanda, els bards dels quals eren considerats gairebé sagrats i inviolables, estant fora de contribucions i del servei de les armes. Al segle xvi, a Escòcia, era un terme pejoratiu per a denominar els músics itinerants si bé, posteriorment, Walter Scott li conferí un caire més romàntic.
Els bards van destacar també entre els Gals i gal·lesos, i, amb una tradició diferent, en els països escandinaus, on eren coneguts com a skald. L'ascenció dels bards es decidia en una competició anual on es reunien tots els bards del país. Vestien de blau, a diferència dels druides que ho feien de blanc.
Aquesta tradició de competicions anuals encara persisteix en festivals, el més famós dels quals és l'Eistedfod Nacional del país de Gal·les (que és part d'un cicle d'"Eisteddfodau"). A Irlanda hi ha els Fleadh Cheoil (pronunciat Fla-ji-oil) i a Bretanya, el Kan ar bobl
Exemples històrics i llegendaris de bard inclouen Alan-a-Dale, Will Scarlet, Amergin i Homer. De fet, cada cultura té el seu narrador d'històries o poeta, ja sigui anomenat bard, skald, joglar (aquest nom és ja de l'edat mitjana) o de qualsevol altra manera. Més tard el terme es va aplicar a qualsevol poeta i fins i tot a músics itinerants. Un bon bard havia de ser de llengua àgil, cor lleuger i peus veloços (quan tota la resta fallava).